# Kuwanaspis suishana
Kuwanaspis suishana är en insektsart som först beskrevs av Takahashi 1930.  Kuwanaspis suishana ingår i släktet Kuwanaspis och familjen pansarsköldlöss. Inga underarter finns listade i Catalogue of Life.